# Gåstjärnen (Njurunda socken, Medelpad)
Gåstjärnen är en sjö i Sundsvalls kommun i Medelpad och ingår i Ljungans huvudavrinningsområde.